# Джаммеры
|  |  |  |  |  |
|  |  |  |  |  |

Джа́ммеры (англ. jammers) — спортивная экипировка для мужчин, изначально предназначавшаяся для пловцов-профессионалов. Представляют собой удлинённые облегающие шорты из синтетической водоотталкивающей ткани чуть выше колена, помогающие скользить по воде, получая преимущество в скорости. Используются для ежедневных тренировок в бассейне или открытой воде, — в отличие от гидрошорт, надеваемых исключительно для участия в соревнованиях.

## Использование
В результате запрета Международной федерацией плавания (ФИНА) 2009 года снаряжения у спортсменов-мужчин в полный рост, в легальном поле остались костюмы из воздухопроницаемой ткани максимальной длины от колена до пупка. Благодаря плотному прилеганию к телу и материалу с низким коэффициентом трения джаммеры остаются конкурентоспособным вариантом облачения для спортсменов. Они обтягивают ноги пловца, полностью закрывая поверхность бёдер. Сильное облегание создаёт дополнительную компрессию, что способствует поддержанию мышц ног в тонусе. Однако, хорошими компрессионными свойствами обладают далеко не все модели, это зависит от состава ткани. Изделия из ткани с технологией многослойного тефлонового покрытия обладают средней степенью компрессии и подходят для стайерских дистанций. Чем длиннее спортивная дистанция, тем требования к компрессии ниже. Для изготовления спринтерских моделей используется плотный сверхэластичный материал.
Предназначенные для ежедневных тренировок джаммеры способствуют:
- уменьшению трения кожи о воду;
- снижению сопротивления воды;
- регулировке температуры тела;
- улучшению кровообращения;
- увеличению обтекаемости тела
- уменьшению мышечной усталости[6][2].

Если вас интересует аэродинамический эффект, то гидродинамическое снаряжение — хороший вариант для легального плавания без гидрокостюма, предлагая экономию времени 2—3 секунды на 100 метров.
— Элиза Меткалф, триатлонистка (Великобритания), «220 Triathlon» апрель 2021
В практическом пособии по триатлону автор Владимир Разуваев, сам оставаясь поклонником традиционных плавок, признаёт: «Безусловно, чем больше на теле облегающей ткани, тем лучше скольжение и плавучесть», именно поэтому профессиональные спортсмены предпочитают носить обтягивающие джаммеры. Гладкая структура ткани позволяет пловцу снизить сопротивление с водой при старте.
По сравнению с плавками-брифами и плавками-боксерами, джаммеры обеспечивают несколько бо́льшую закрытость. Это делает их предпочтительными для начинающих пловцов, которые могут немного стесняться носить более открытые костюмы.
Изначально выпускавшиеся для профессиональных спортсменов-пловцов, джаммеры со временем получили более широкое распространение и среди простых обывателей, что по всей видимости связано с выбором мужчин в пользу более прикрытого тела (так некоторые мужчины чувствуют себя более уверенно, когда находятся в бассейне или на пляже), хотя плавки-боксеры остаются в лидерах.
Джаммеры отличаются плотной посадкой на бёдрах, размер подходящей модели обычно определяют по обхвату бёдер (по наиболее выступающим точкам). Правильно подобранная модель должна туго прилегать, не елозить, но не настолько, чтобы это причиняло боль или сковывало движения. 
|                                                                   |  |  |  |  |
| Тренировка на чемпионате Германии по плаванию и многоборью (2018) |  |  |  |  |

Под джаммеры не следует надевать нижнее бельё, — с изнаночной стороны в паховой области есть дополнительная трикотажная тканевая вставка (внутренние трусы), как и в любых плавках. За редким исключением джаммеры снабжены эластичным поясом, а на талии имеется утяжка шнурками для надёжной, но удобной посадки. По низу штанин расположены полоски из силикона, чтобы штанины хорошо прилегали к коже и не задирались вверх.
По покрою есть модели, которые сидят выше или ниже на бёдрах, — на разные вкусы и представления о комфорте. Джаммеры универсальны и могут использоваться для любого вида активности на воде.

## Особенности
Помимо бо́льшей доступности по цене, главное отличие джаммеров от гидрошорт по составу ткани. И хотя большинство моделей более износостойки и имеют определённый уровень защиты от хлора, некоторые из них сильнее, чем другие. Стойкие к хлору также менее склонны к выцветанию и скатыванию. В зависимости от производителя состав может отличаться:
- 47 % PBT, 53 % полиэстер (хлороустойчивая ткань);
- 100 % полиэстер (менее хлоростоустойчивая ткань);
- 78 % полиамид, 22 % эластан — лайкра;
- 84 % полиэстер, 16 % спандекс — лайкра[4].

Модели из 100 % полиэстера прослужат намного дольше, чем из нейлона и лайкры, они сохраняют свою форму и не растягиваются так быстро. Но полиэстер менее эластичный, что для некоторых может быть неудобным.
Длина бокового шва у джаммеров 45—55 см. (длина бокового шва плавательных шорт в среднем 25—30 см). Из-за сложности надевания джаммеры уступают в удобстве классическим плавкам и шортам. Джаммеры должны достаточно плотно сидеть как на бёдрах, так и на коленях, чтобы затруднить проникновение двух пальцев под ткань.
Как и борды (пляжные шорты), джаммеры не стесняют движений своих владельцев, по силе же облегания сопоставимым с плавками-брифами. Их не следует путать с велосипедными шортами, которые не такие гладкие.

## Комментарии
1. ↑  Речь о так называемых «блестящих костюмах» — высокотехнологических гидрокостюмах из полиуретановых тканей и неопрена со швам, сваренным ультразвуком, и застёжках-молнии[1].